# 女と女と井戸の中
女と女と井戸の中 （原題: The Well） は1997年制作のオーストラリア映画。オーストラリア国内外で賞を受賞し、高い評価を得たサスペンス。原作はエリザベス・ジョリーのベストセラー小説。

## ストーリー
人里離れた牧場で、年老いた父親のフランシスと暮らすヘスター。長い間二人きりで過ごしていたその家に、キャスリンという若い女性が家政婦として住み込むようになる。しばらくしてキャスリンは田舎暮らしと仕事の多さに嫌気が差し、その家を出て行こうとする。しかしヘスターはキャスリンに留まるように説得する。

## キャスト
※括弧内は日本語吹替
- ヘスター・ハーパー - パメラ・レイブ（高林由紀子）
- キャスリン - ミランダ・オットー（小林さやか）
- ハリー・バード - ポール・チャッブ（名取幸政）
- フランシス・ハーパー - フランク・ウィルソン（藤本譲）
- ロッド・ボーダーン - スティーヴ・ジェイコブス（秋元羊介）
- ジェン・ボーダーン - ジュヌヴィエーヴ・レモン（滝沢ロコ）